# Dixella hyperborea
Dixella hyperborea is een muggensoort uit de familie van de meniscusmuggen (Dixidae). De wetenschappelijke naam van de soort is voor het eerst geldig gepubliceerd in 1889 door Bergroth.